# Hystrix indica
Hystrix indica és una espècie de mamífer rosegador histricomorf de la família Hystricidae. És porc espí molt adaptable, trobat des del sud-est d'Àsia, el Orient Mitjà. Tolera diferents hàbitats, com a muntanyes, pasturatges tropicals i subtropicals, arbustals, boscos.

## Característiques
És un rosegador gran que aconsegueix més de 80 cm de longitud i pesa fins a 16 kg. Està cobert de múltiples capes de pues. Les més llargues, de fins a un terç de la seva grandària, es localitzen en les espatlles. La cua té petites pues que pot fer sonar quan és atacat. Té potes amples i llargues ungles per excavar.